# Пугачёвский Висельщик (Чебаркуль)
Пугачёвский Висельщик — историческое место, расположенное в городе Чебаркуль Челябинской области.
На этом месте в 1774 году по приказу Емельяна Пугачева были повешены казаки из гарнизона Чебаркульской крепости, не согласившиеся присягнуть на верность лжеимператору. По преданию, здесь были повешены три офицера и два сержанта. В 1949 году историческое место было поставлено под охрану государства. «Пугачёвский Висельщик» включен в перечень объектов культурного наследия Российской Федерации. В настоящее время (2015 год) историческое место застроено частными жилыми домами.